# 马伊恩东贝省
马伊恩东贝省（法語：Province du Mai-Ndombe）是位于刚果民主共和国西部的一个省，首府伊农戈，與剛果共和國接壤，人口1,768,327（2005年），面積127,465 km²。

## 马伊恩东贝的镇
- 伊农戈（Inongo）
- 班顿杜（Bandundu）